# Interviste a Nixon

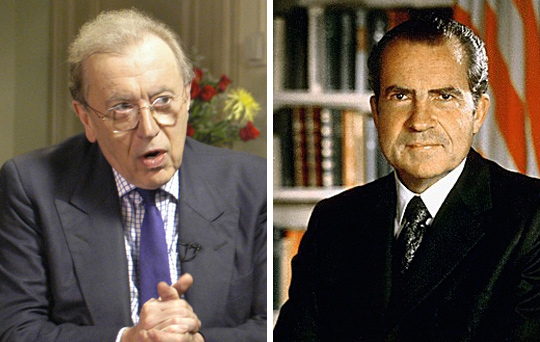
David Frost e Richard Nixon

Le interviste a Nixon vennero effettuate dal giornalista britannico David Frost a Richard Nixon nel 1977, tre anni dopo le sue dimissioni da Presidente degli Stati Uniti.
Le interviste divennero il soggetto per una dramma teatrale prima (Frost/Nixon del 2006) e per un film poi (Frost/Nixon - Il duello del 2008), entrambi interpretati da Michael Sheen, nei panni di Frost, e Frank Langella, in quelli di Nixon.

## Antefatti
Dopo aver partecipato e condotto show per la TV, Frost decise di intervistare il presidente Nixon che si era dimesso dalla carica a causa dello Scandalo Watergate nel 1974. Solo nel 1977 Nixon accettò di farsi intervistare da Frost, per riottenere la fama e la gloria perduta. Per l'uomo politico e per il suo staff l'occasione era quindi straordinaria. Frost aveva fama di abile intervistatore ma veniva considerato più affine al mondo dell'entertainment che non a quello di cui Nixon faceva parte.

## Interviste
Le interviste vennero registrate a partire dal 23 marzo 1977, due ore ogni lunedì, mercoledì e venerdì per un totale di 28 ore e 45 minuti di interviste. Il set scelto fu la residenza californiana di Nixon denominata La Casa Pacifica a San Clemente.
In realtà poi, a causa di possibili interferenze radio sulle frequenze della Guardia Costiera, il set fu spostato dalla residenza di Nixon alla più modesta abitazione della famiglia Smith, sostenitori dell'ex Presidente che affittò la loro casa.
La produzione fu curata dal britannico John Birt e dallo statunitense Marvin Minoff. Frost si avvalse della collaborazione dei giornalisti Robert Zelnick e James Reston Jr. soprattutto per indagare a fondo nello scandalo Watergate.
| Parte    | Trasmissione      | Contenuto                              |
| -------- | ----------------- | -------------------------------------- |
| 1ª Parte | 4 maggio 1977     | scandalo Watergate                     |
| 2ª Parte | 12 maggio 1977    | Nixon e il mondo                       |
| 3ª Parte | 19 maggio 1977    | Guerra                                 |
| 4ª Parte | 26 maggio 1977    | Nixon, l'uomo                          |
| 5ª Parte | 10 settembre 1977 | materiale aggiuntivo dalle parti 1^-4^ |

Frost riuscì ad incalzare il presidente, tanto che questi, pur preparato ad una difesa ad oltranza del proprio operato, finì per ammettere davanti alle telecamere i suoi errori e il suo tradimento nei confronti del popolo americano.

## Il successo
David Frost riuscì a vincere il faticoso duello e diventare così uno degli uomini più famosi di quel tempo: la sua intervista ottenne un grande successo venendo seguita da circa 45 milioni di spettatori. Le interviste furono intitolate “David Frost Interviews Richard Nixon”, riscossero il più grande consenso della storia della TV americana per quanto riguarda un programma di informazione.

## Conseguenze
Le interviste rappresentano per il popolo americano il processo che Nixon non ha mai avuto con la sua autocondanna riguardo agli errori commessi e l'abuso di potere esercitato durante la sua carica; ammissioni che non aveva mai fatto pubblicamente fino a quel momento.